# Leviathan (Marvel Comics)
Il Leviathan (in russo Левиафан?) è un'organizzazione terroristica immaginaria dei fumetti creata da Jonathan Hickman (testi) e Stefano Caselli (disegni), pubblicata dalla Marvel Comics. La sua prima apparizione avviene in Secret Warriors (Vol. 1) n. 11 (febbraio 2010).
È una agenzia nata dalle ceneri dell'Unione Sovietica similmente a come l'HYDRA è nata dai resti delle Potenze dell'Asse. Fondata con lo scopo di dominare il mondo, Leviathan è acerrima nemica sia dello S.H.I.E.L.D. che dell'HYDRA.

## Storia
Nel 1961 in piena Guerra Fredda, i leggendari agenti del KGB Vasili Dassaiev (in russo Василий Дассаиев?) e Victor Uvarov (in russo Виктор Уваров?), vengono invitati da Leonardo Da Vinci a unirsi alla Ruota Della Fortuna; una lobby di dodici persone che, dopo aver svolto una missione a nome dell'immortale genio fiorentino hanno ottenuto in cambio il privilegio di potergli chiedere esaudita una loro volontà. Oltre a Uvarov (Cancro), Dassaiev (Capricorno) e Da Vinci stesso (Ariete) i membri sono: Nick Fury (Gemelli), Daniel Whitehall (Leone), Timothy "Dum Dum" Dugan (Bilancia), Shoji Soma (Pesci), il Barone Wolfgang von Strucker (Sagittario), Jake Fury (Scorpione), Cornelius Van Lunt (Toro), Thomas Davidson (Vergine) e John Garrett (Acquario). La missione affidata ai due per meritare tale posizione è recuperare la tecnologia di un'astronave della Covata tuttavia, una volta impossessatosene, Dassaiev persuade il compagno a servirsene per i loro scopi tradendo Da Vinci e portandolo a smantellare la Ruota Della Fortuna.
Dassaiev e Uvarov si servono dunque della tecnologia della Covata per diventare dei supersoldati e, assunti rispettivamente i nomi in codice di "Magadan" (in russo Магадан?) e "Orion" (in russo Орион?), fanno scomparire i 100.000 uomini più pericolosi e brutali del KGB mettendoli in sonno criogenico al fine di far subire loro lo stesso processo. Tuttavia, desideroso di vendicarsi dei due, il barone Strucker si allea con la Mano ed attacca la loro base sabotando le capsule crioniche di modo che il processo anziché creare supersoldati trasformi gli agenti in mostri. In seguito a tale evento Leviathan resta nell'ombra per anni.
Dopo che Norman Osborn destituisce lo S.H.I.E.L.D. fondando l'H.A.M.M.E.R. e le forze dell'HYDRA si concentrano nel dare la caccia a Fury Leviathan riemerge dall'anonimato iniziando una guerra a tre con l'HYDRA e le forze di Fury, composte dai Secret Warriors e dagli ex-Howling Commandos. Tale disputa causa un elevato quantitativo di perdite in entrambe le fazioni e, nonostante il doppio gioco di Madame Hydra VI (talpa di Leviathan nelle file di entrambe le organizzazioni nemiche), alla fine il leader dell'organizzazione, Magadan, viene assassinato da Garrett, gli agenti-mostro che compongono le loro file portati all'autodistruzione da Fury e De la Fontaine arrestata dall'Interpol. Diverso tempo dopo, anche l'ultimo membro di Leviathan rimasto in vita, Orion, viene ucciso da Coulson.

## Membri
- Vasili Dassaiev/Magadan
- Valentina Allegra de la Fontaine
- Victor Uvarov/Orion

## Altri media

### Cinema
- Leviathan appare nel film animato direct-to-video Avengers Confidential: La Vedova Nera & Punisher. In tale versione essi sono una cellula terrorista dedita alla diffusione del chaos e guidata da un innominato cyborg simile, per aspetto, a una fusione tra Magadan e Orion.

### Televisione
- Leviathan è la principale antagonista della serie televisiva Agent Carter[9]; in tale versione tuttavia l'organizzazione è una sottosezione dei servizi segreti sovietici fondata circa nel 1944 dallo stesso Stalin, i cui agenti operativi, tutti comuni esseri umani, sono spesso sottoposti all'asportazione della laringe perché non rivelino i loro segreti. Leviathan ha inoltre legami col Programma Vedova Nera e la Stanza Rossa.